# Dan Lauria
Daniel Joseph „Dan” Lauria (n. 12 aprilie 1947, New York City, New York, SUA) este un actor american și un star de televizine.

## Biografie
S-a născut în Brooklyn, New York, fiul Carmelei, pe numele său de fată Luongo și Joseph J. Lauria. A trăit și în Lindenhurst, New York. Și-a făcut studiile la Liceul Lindenhurst High School, unde a făcut fotbal. Este veteran al războiului din Vietnam și a făcut parte din forțele marine în anii '70, în același punct al vieții sale în care Jack Arnold, personajul său din filmul The Wonder Years a participat la războiul din Coreea. Și-a început cariera când frecventa cursurile Universității Southern Connecticut din New Haven, când obținuse și o bursă școlară.

## Carieră
Este foarte bine cunoscut pentru rolul Jack Arnold. A mai jucat rolul James Webb din miniseria From the Earth to the Moon din 1998 și ofițerul din pelicula Ziua Independenței. A mai jucat rolul antrenorului Hamstrung din filmul The Three Stooges N.Y.U.K. din anul 2000. A jucat și un rol mic în Army Wives dar și în The Mentalist. În anul 2009 a apărut în serialul Criminal Minds interpretând rolul generalului Lee Whitworth. A urmat serialul Boy Meets World, cu Ben Savage.